# Chihuahuan Desert Research Institute
The Chihuahuan Desert Research Institute (CDRI) ist eine unabhängige gemeinnützige (nonprofit), wissenschaftliche und pädagogische Organisation im Vorgebirge der Davis Mountains. Es wurde im Januar 1974 gegründet. Das Institut besteht aus einem Nature Center mit Vielzweckgebäuden und dem Botanischen Garten Chihuahuan Desert Nature Center and Botanical Gardens auf einem Areal von 507 acre (2,07 km²) südlich von Fort Davis im US-Bundesstaat Texas. Die Organisation hat das Ziel, die Öffentlichkeit für die Biodiversität der Region der Chihuahua-Wüste zu sensibilisieren und mit Hilfe von Forschung und Bildungsarbeit Wertschätzung und Fürsorge für diese Ökoregion anzuregen. Die Gründer waren mit der Sul Ross State University verbunden, mit der das Institut bis heute eng zusammenarbeitet. Daneben gibt es eine enge Zusammenarbeit mit zahlreichen anderen Schulen, Colleges, Universitäten sowie anderen Non-Profit-Organisationen der TEA Region 18 K-12. Seit 2015 ist Rick Herrman der Executive Director. Das Institut hat nur wenige fest Angestellte und arbeitet hauptsächlich mit Vereinsmitgliedern und Freiwilligen.

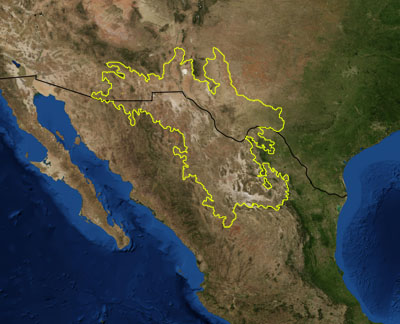
Karte der Chihuahua-Wüste. Satellitenbild der NASA. Die Grenzen der Ökoregion sind nach Angaben des World Wide Fund for Nature eingezeichnet. Die US-Mexico-Grenze ist als schwarze Linie gezeichnet.

## Geschichte
Von 1974 bis 1983 war das Institute im Gebäude der Centennial School in Alpine untergebracht. Der Alpine Independent School District vermietete das Gebäude großzügig für die symbolische Summe von $1.00 pro Jahr an das CDRI.
1983 wurde die Centennial School verkauft und das CDRI wurde nach Honors Hall auf dem Campus der Sul Ross State University verlegt. Dort führte es seine Veranstaltungen von 1983 bis 1991 durch, später war es im Barton Warnock Science Building untergebracht (1991–1997).

### Bildung und Öffentlichkeitsarbeit
Das Institut veröffentlicht einen monatlichen Newsletter per E-Mail, den The Desert Newsflash. Und zeitweise beteiligten sich die Mitglieder an der Radiosendung Nature Notes, bei KRTS, dem Sender des National-Public-Radio-Netzwerks in Marfa.

### Land-Erwerbungen
In zwei unterschiedlichen aber zusammenhängenden Transaktionen erwarb das Institut 1978 und 1984 das heutige Institutsgelände. Das Grundstück wurde ausgebaut mit einem Vielzweck-Gebäude, welches das Nature Center beherbergt, und einem botanischen Gartens. Dort wird heute Forschung betrieben und Bildungsarbeit geleistet. Im Januar 1998 wurde das neue Visitors’ Center eingeweiht und das Institut verlegte seine Arbeit komplett vom Campus von Sul Ross’. Im August 2015 wurde das Visitor Center benannt als Powell Visitor Center, zu Ehren seines Mitbegründers, Dr. Mike Powell, eines anerkannten Botanikers und Direktors des SRSU Herbarium. Powell ist zusammen mit seiner Frau Shirley noch immer am CDRI aktiv. Ein weiterer Mitbegründer, James Scudday, wurde geehrt durch die Einrichtung eines Undergraduate Scholarship Fund (Stipendienfonds) für Studenten der Sul Ross State University (Scudday Scholarship Fund).
Um das Forschungsspektrum zu erweitern, wurde auf dem höchsten Punkt des Geländes der Aussichtspavillon Clayton's Overlook errichtet. Es ist benannt nach dem Mitbegründer Clayton Williams. Von dort lässt sich die Geologie der Wüste besonders gut erklären. Der Pavillon erlaubt ein 360°-Panorama und erklärt in den Ausstellungstexten die verschiedenen Geländeformen. In unmittelbarer Nähe liegen beispielsweise drei magmatische Lavadome (mit Durchmessern von 3–4 km), sowie andere magmatische Geländeformen, unter anderem der vulkanische Untergrund, auf dem der Pavillon selbst steht.
Man geht davon aus, dass diese Dome als Lakkolithen entstanden sind. Ihre Topographie ist variabel und auch die Abtragung des Deckgesteins ist recht unterschiedlich.
Daneben zeigt die Ausstellung einen großen Überblick über die Davis Mountains. Gezeigt wird beispielsweise der Zusammenhang zwischen dem Crossen-Trachyt, einer geologischen Einheit im Süden der Region, mit der Star Mountain Formation, einer anderen geologischen Einheit im Norden der Region.

## Finanzierung
Das CDRI wird getragen durch Eintrittsgelder, Förderprogramme, Spenden, jährliche Mitgliedsbeiträge, Erlöse aus Veranstaltungen, sowie Kredite und Zuwendungen. Besonders Clayton Williams hat große Beiträge geleistet und bedeutende Vermächtnisse stammen aus dem Nachlass von Roger Conant (2005) und von Kathryn J. Gloyd (2010), wodurch ein dauerhaftes Stiftungskapital geschaffen werden konnte, welches durch das Board Committee verwaltet wird.